# Харьковка (Сумская область)
Харьковка (укр. Харківка) — село,
Кучеровский сельский совет,
Глуховский район,
Сумская область,
Украина.
Код КОАТУУ — 5921583203. Население по переписи 2001 года составляло 56 человек.

## Географическое положение
Село Харьковка находится на правом берегу реки Клевень,
выше по течению на расстоянии в 3 км расположено село Комаровка,
ниже по течению на расстоянии в 6 км расположено село Студенок.
На расстоянии в 2,5 км расположено село Кучеровка.
По реке проходит граница с Россией.